# Claudia Solal
Pour les articles homonymes, voir Solal (homonymie).
Claudia Solal, née le 30 mars 1971 à Boulogne-Billancourt, est une chanteuse de jazz française.

## Biographie
Formée au piano notamment par son père (Martial Solal), sa préférence ira vers la voix qu'elle perfectionnera auprès de Christiane Legrand en particulier. Elle a été également l'élève de François Théberge.
Elle a formé son premier quartet avec Baptiste Trotignon.
Très attirée par l'improvisation et l'expérimentation, elle crée « La théorie du chaos », trio d'improvisation libre a cappella, aux côtés de Médéric Collignon et de Lê Duy Xuân.
Membre du sextet « Spoonbox », elle fait également partie du Martial Solal Newdecaband depuis 2002.
Claudia Solal a enseigné de 2000 à sa fermeture le chant et l’improvisation au sein de l'École de création musicale d’Éric Le Lann, et depuis 2005 au département des musiques à improviser du conservatoire à rayonnement régional de Strasbourg. Elle dirige depuis 2006 au sein de l'ARIAM un atelier d'improvisation libre vocale, repris en octobre 2006 au Conservatoire Maurice-Ravel à Paris.
En 2009, Stéphane Carini, remarqué pour son ouvrage consacré en 2005 à Wayne Shorter, publie sur le site des DNJ (Dernières Nouvelles du Jazz), sous une apparente subjectivité ("Pourquoi j'aime Claudia Solal"), une analyse détaillée de son art vocal faisant notamment référence à son album " Porridge Day". 
Elle obtient un Coup de Cœur Parole Enregistrée et Documents Sonores 2017 de l’Académie Charles Cros pour Les voyageurs de l'espace avec Didier Petit et Philippe Foch.

## Discographie
- My Own Foolosophy (1998)
- Exposition sans tableau (2006)
- Poète, vos papiers ! sur des textes et des musiques de Léo Ferré, avec Jeanne Added et le Yves Rousseau Quartet (2007)
- Porridge Day (2009)
- Room Service (2010)
- Les voyageurs de l'espace
- 2018 : HOPETOWN[3] avec Benoit Delbecq chez RogueArt (en), sorti en 2020
- 2022 : L'étoffe des rêves[4] avec Jean-Charles Richard, Marc Copland, Vincent Segal chez La Buissonne